# Nalle Puh – Jullovet
Nalle Puh – Jullovet (engelska: A Very Merry Pooh Year) är en animerad film från 2002 med Nalle Puh, producerad av Walt Disney Pictures.

## Handling
Nalle Puh och hans vänner förbereder sig för fullt inför en nyårsfest hemma hos Puh, men en rad olika katastrofer inträffar, vilket leder till att Kanin blir arg och hotar med att flytta ifrån sina vänner på grund av deras personligheter. I tron om att få Kanin att stanna kvar beslutar sig vännerna för att försöka ändra på sig.

## Om filmen
Filmen är en direkt till video-film och släpptes på amerikansk VHS och DVD den 12 november 2002. Den 5 november 2013 släpptes filmen på Blu-ray.
Filmen består av nyproducerat material samt arkivmaterial i form av TV-filmen Winnie the Pooh and Christmas Too från 1991, som i denna film presenteras som en tillbakablick.
Filmen är den första där Uggla inte är med. Den är den första där Carly Simon är engagerad, där hon bland annat gjort delar av filmmusiken.

## Rollista
- Jim Cummings – Nalle Puh, Tiger
- John Fiedler – Nasse
- Ken Sansom – Kanin
- Peter Cullen – I-or
- William Green – Christopher Robin
- Michael Gough – Sorken
- Kath Soucie – Kängu
- Nikita Hopkins – Ru
- Michael York – berättare[5]
- Jeff Bennett – Nasse och Christopher Robins sångröster[6]